# Кілемари
Кілема́ри (рос. Килемары, марій. Килемар) — селище міського типу, центр Кілемарського району Марій Ел, Росія. Адміністративний центр Кілемарського міського поселення.

## Населення
Населення — 4073 особи (2010; 3951 у 2002).